# 苫田ダム
苫田ダム（とまたダム）は、岡山県苫田郡鏡野町の一級河川・吉井川本川上流部に建設されたダムである。

## 概要
吉井川河口の児島湾から約90km上流に建設された、岡山県内では初めての国土交通省直轄の重力式コンクリートダムである。
吉井川では1945年（昭和20年）9月の枕崎台風や平成10年台風第10号などによる洪水被害が度々発生した。その一方で平成6年渇水など少雨による渇水により取水制限が行われ、しばしば深刻な水不足に見舞われた。苫田ダムはこうした治水、利水両面を担う多目的ダムとして建設され、2005年（平成17年）4月より運用を開始した。
ダムによって形成された人造湖は旧奥津町に建設されたことなどから公募により奥津湖（おくつこ）と命名された。総貯水容量84,100,000m3は岡山県内のダムでは新成羽川ダム、湯原ダムに次ぐ規模である。またダムの水没地区は旧奥津町の中心部であったことから大規模なダム反対運動が展開され、その内容はしばしば地元マスコミでも報道された（後述）。

## 特徴
非常用洪水吐には、重力式コンクリートダムとしては国内初のラビリンス型自由越流頂が採用された。これは越流堤をジグザグ型にして堤長を長く取ることで、同じ越流幅でも直線型より放流量を多くすることができる特徴がある。
水位を維持するためのゲートは引張りラジアルゲートという、上からゲートを引き留めた形状をしており、これは国内2例目の採用である。また、このゲートの上は見学室となっており、放流時には水の流れを間近で見ることが出来る。

## 目的

### 治水
150年に1回の確率で発生すると考えられる大洪水を想定し、ダム地点毎秒2700m3の約8割である2150m3をダムに貯める。2006年（平成18年）7月に高梁川水系の新見市では梅雨前線に伴う大雨（平成18年7月豪雨）による土砂崩れが発生したのに対し、吉井川水系で被害がなかったのは苫田ダムが下流への流量を少なくして水位を低下させたことによるものと言われる。

### 利水
岡山県南西部への最大40万トンの上水道用水供給、吉井川沿岸の約243haの農地への灌漑用水補給、吉井川下流の工場への日量8500トンの工業用水供給を行う。ダム運用開始から2ヶ月後の2005年6月に岡山県内全域で渇水となったが、吉井川では苫田ダムに貯めていた水を流すことにより取水制限は行われなかった。
また岡山県企業局によって水力発電所が設置されており、ダムの利水放流水を利用して最大4,600kWの発電を行っている。

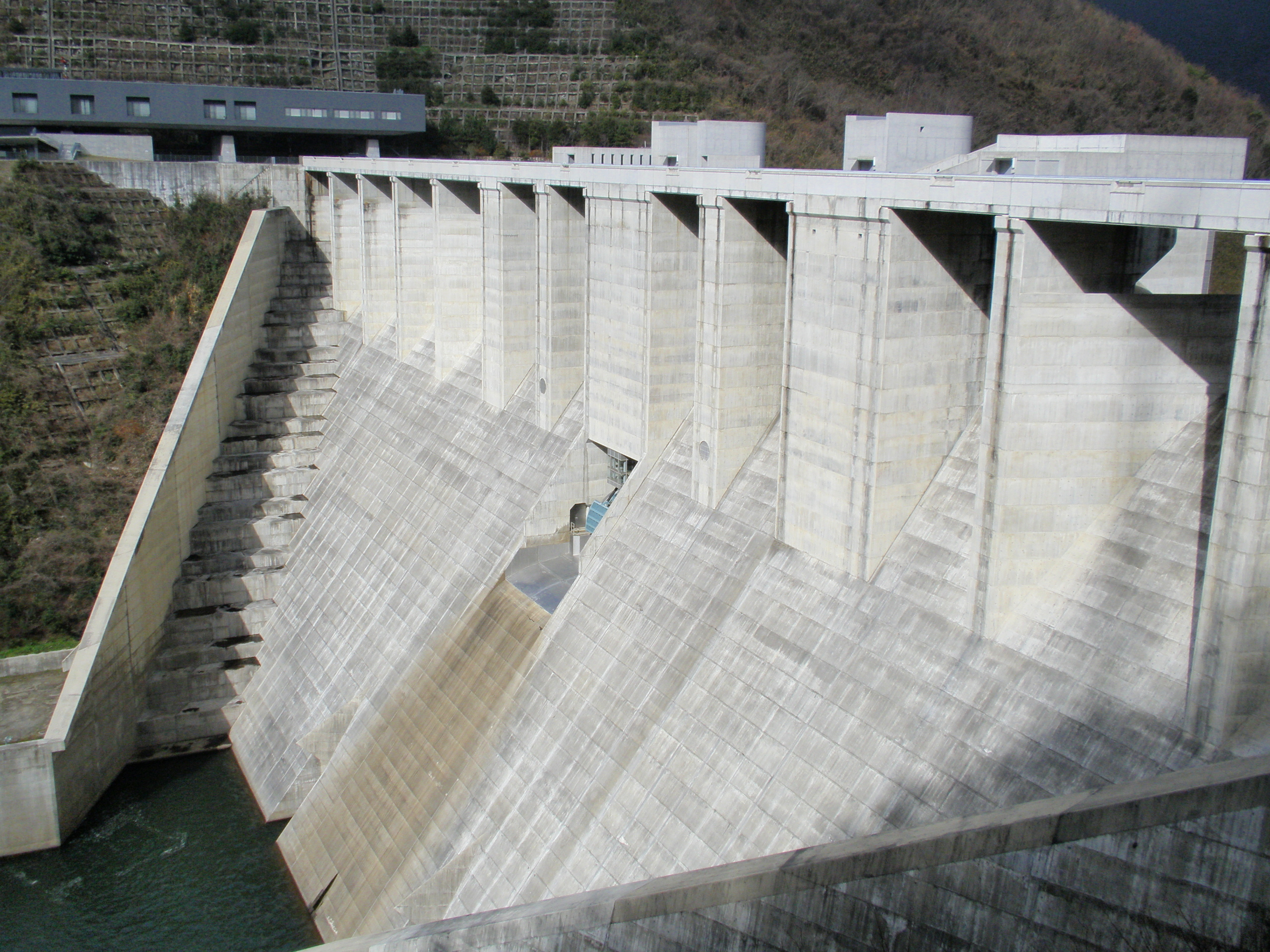
左岸より
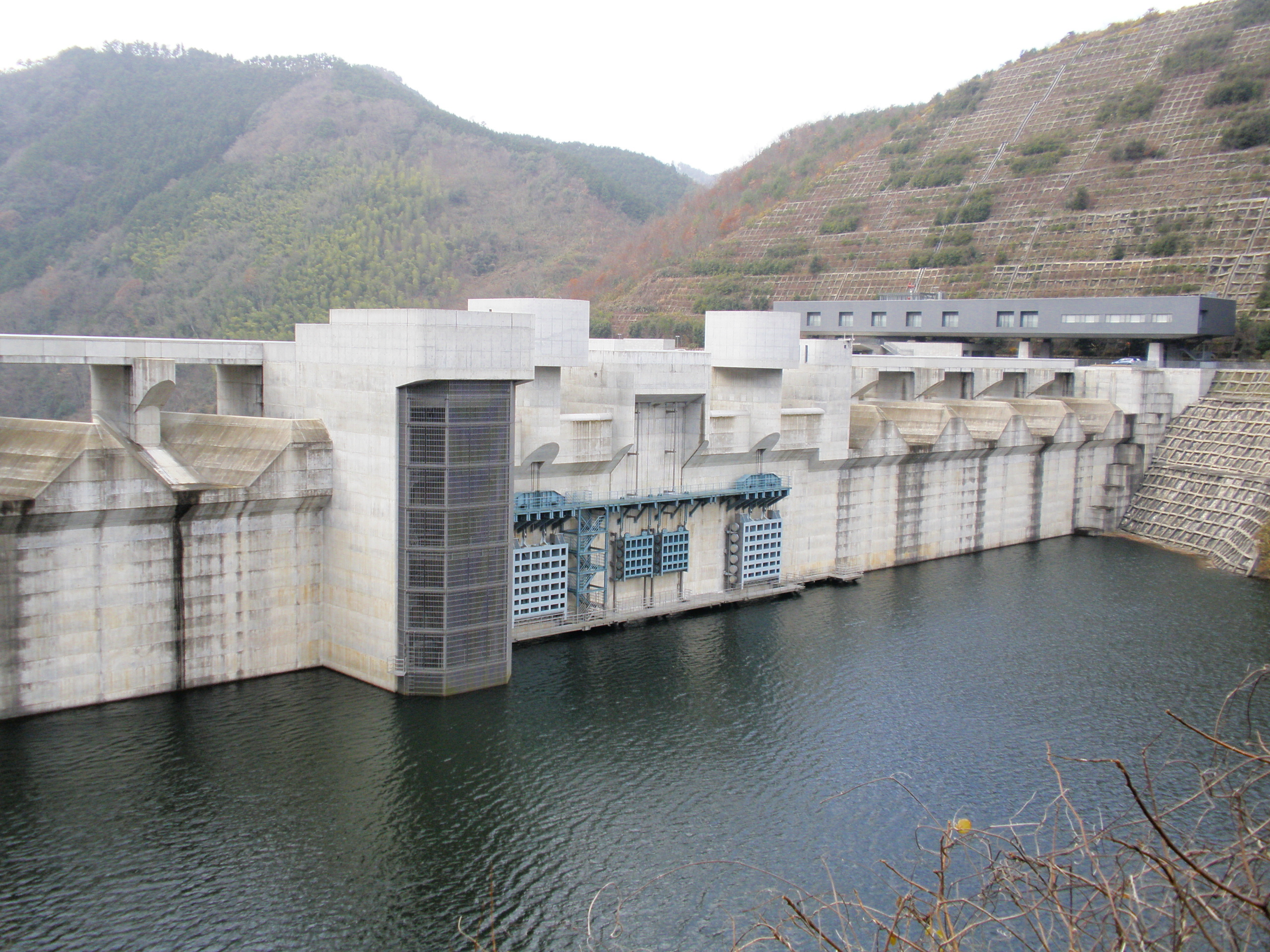
奥津湖側より
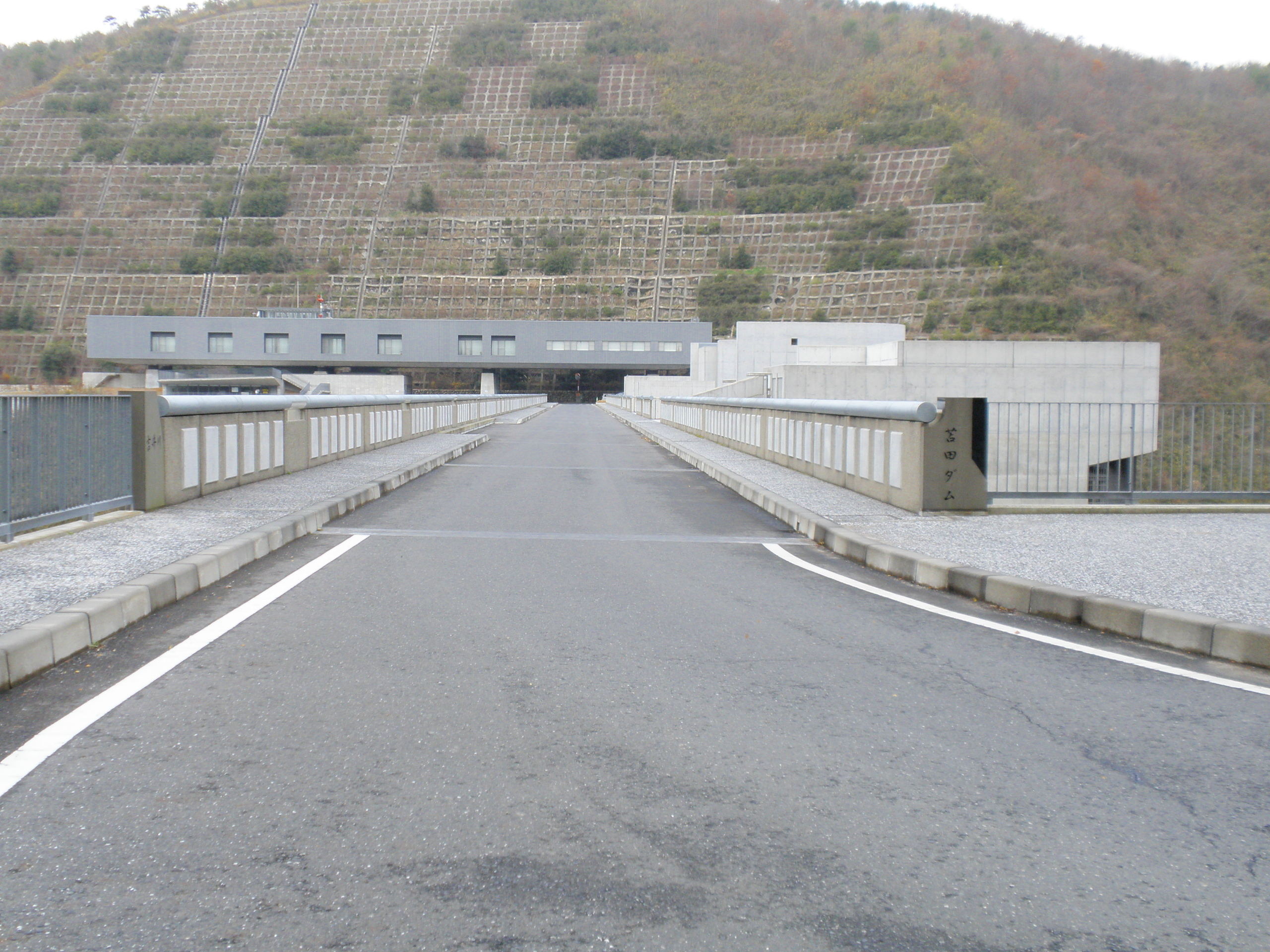
ダム天端と苫田ダム管理所
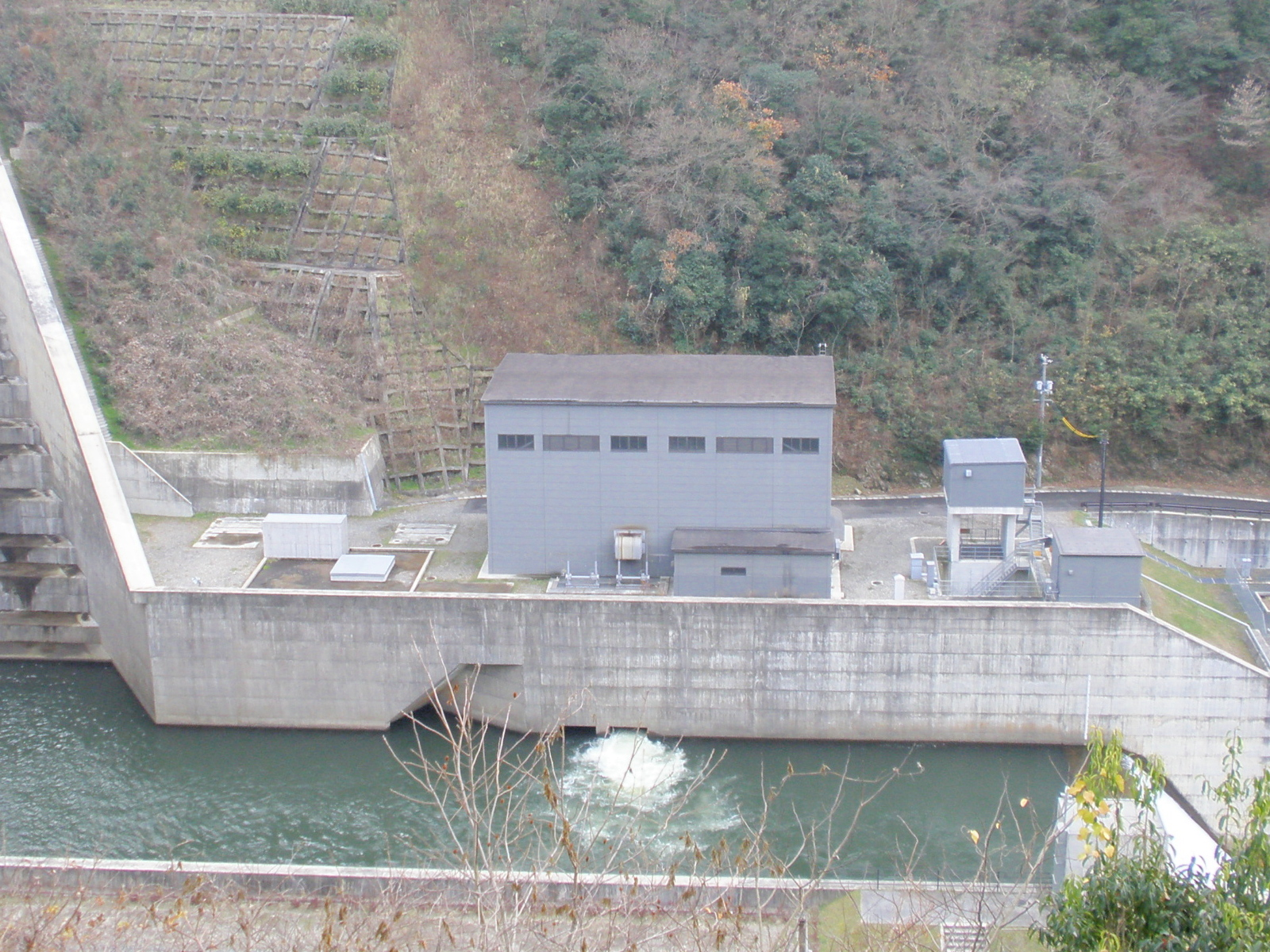
苫田発電所

## 苫田鞍部ダム
苫田鞍部ダム（とまたあんぶダム）は苫田ダム左岸の上流約300m先に建設された高さ28.5mのロックフィルダムであり、第2ダム・脇ダムとも呼ばれる。この箇所は地形が馬の背（鞍部）のように低くなっており、苫田ダムによってせき止められた水が満水時に溢れてしまうため、それを防ぐ目的で建設された。
ロックフィルダムは石や土で造るダムであるが、苫田鞍部ダムは遮水材としてのコアー原石が求めにくいことや工期短縮等が総合的に検討され、貯水池側の表面をコンクリートで遮水するコンクリート表面遮水壁型ロックフィルダム（CFRD）が採用された。従来のCFRDでは堤体漏水やひび割れ（クラック）が問題となっていたが、苫田鞍部ダムではそれらの問題がかなり解決された近代的CFRDが採用された。

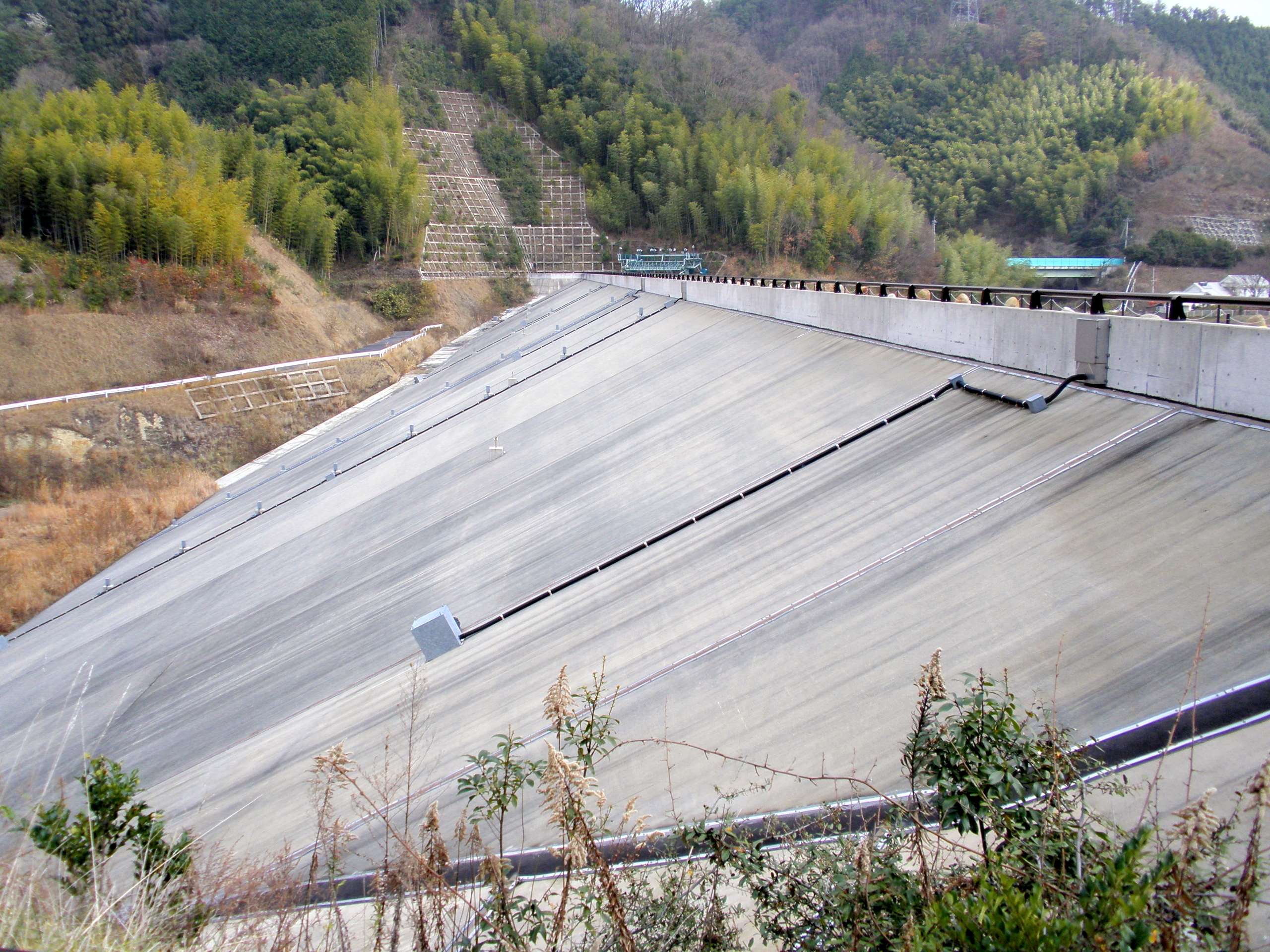
貯水池側
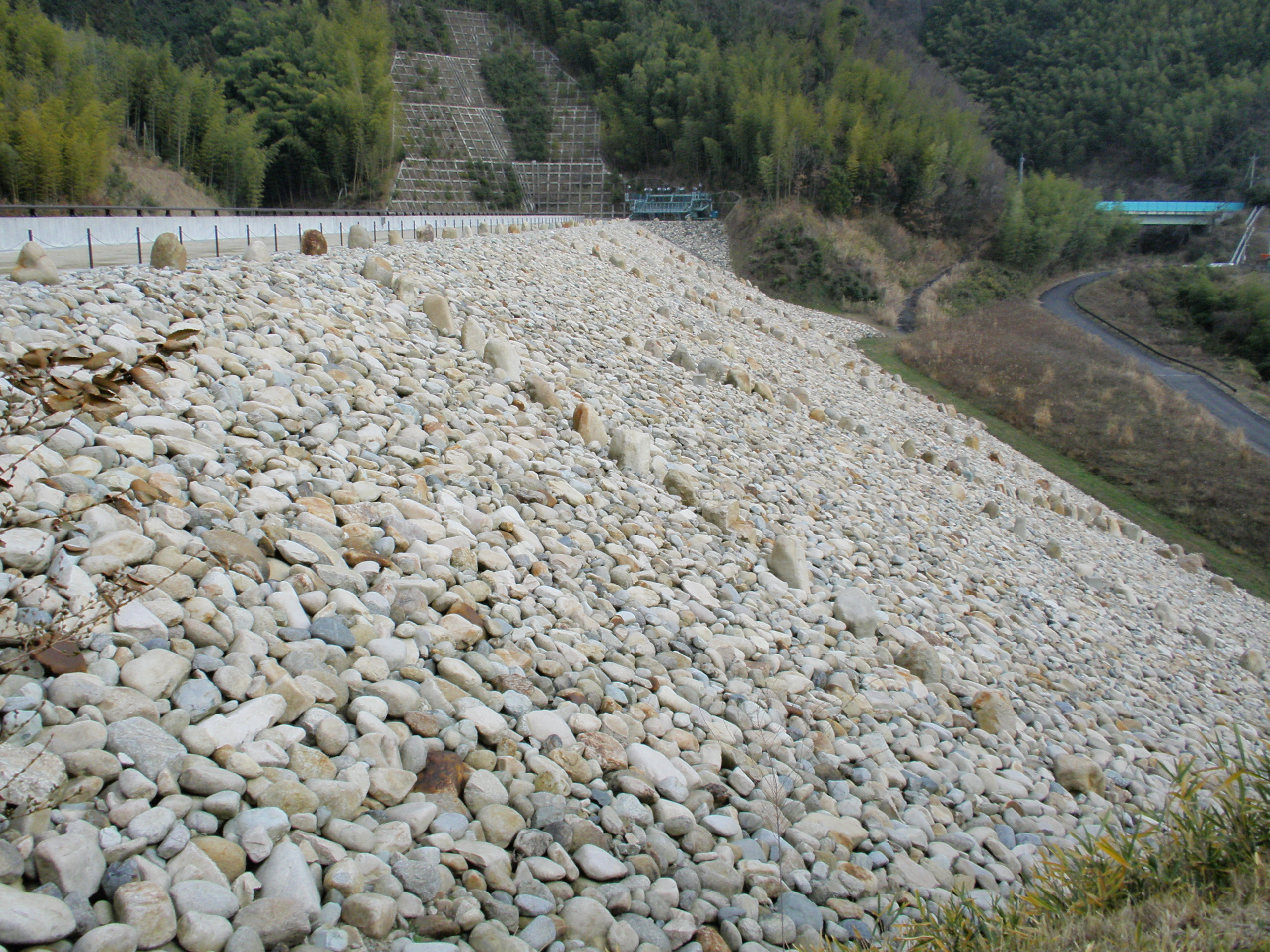
下流側

## コスト
ダムから供給された40万トンの上水道用水のうち、18万トンが岡山県広域水道企業団の浄水場で取水され、水道水として家庭に送られている。岡山市・津山市・赤磐市などの吉井川系団体10市・町は岡山県広域水道企業団へ18万トン分の水の代金として年間36億円を支払っている。また現在使用されていない22万トン分については、将来使用する可能性があるという理由で岡山県が毎年6億円の予算を計上している。これらを合計すると、苫田ダムの水を利用するために年間42億円が支払われている。
また、ダムの維持管理費用に年間1億5千万円、地元鏡野町の活性化という名目で地元振興費が年間2億円支払われており、水の使用料と合わせると年間約46億円が苫田ダムに支出されている計算になる。

## 歴史
苫田ダム建設事業は岡山県が1953年（昭和28年）4月に吉井川総合開発調査に着手したことから始まる。1957年（昭和32年）11月、農林省と県による農業用ダム構想の記事が山陽新聞に掲載されると、当時の苫田村は緊急村議会で反対を表明し、地元住民はダム建設阻止期成同盟会を結成した。その後合併して発足した奥津町は「苫田ダム絶対阻止」を町是とし、「苫田ダム阻止特別委員会条例」を制定して町を挙げた激しい反対運動を繰り広げた。
苫田ダムは1963年（昭和38年）に建設省へ移管され、1981年（昭和56年）12月に「苫田ダムの建設に関する基本計画」を公示し建設事業に着手した。岡山県は奥津町への補助金と公共事業の締め付けによる行政圧迫を強め、1986年から1989年にかけてはダム阻止派町長3人が任期途中で辞職するなど町政が混乱していった。また関係住民への直接対話や協力要請が続けられた結果、ダム建設容認へ動く住民も次第に増加していった。そして1990年（平成2年）12月、当時の奥津町長がダム受け入れを表明。1994年（平成6年）6月に「苫田ダム阻止特別委員会条例」を廃止し、建設省・岡山県・奥津町・鏡野町により「苫田ダム建設事業に係る基本協定」が締結された。
構想浮上から42年後の1999年（平成11年）6月に苫田ダム本体工事起工式が行われ、総事業費1940億円をかけて2005年（平成17年）3月に完成した。ダムによる水没面積は330ha、水没農地面積は155ha、水没戸数は504戸（奥津町477戸、鏡野町27戸）に上った。そしてダム問題で揺れた奥津町はダム完成と同時期に市町村合併（平成の大合併）により新・鏡野町となり、46年の町の歴史に幕を下ろした。 

## 周辺
中国自動車道・院庄インターチェンジから、ダム建設のため付け替えられた国道179号を北上すると奥津湖に至る。奥津湖の誕生に合わせて湖岸道路や橋が整備された。
- 浮島橋 浮島という離れ小島に架かる橋であり、ワイヤー上のピアノ線10本を橋桁の中に通して引っ張っている吊り橋構造の人道橋。全長73m、ダム底からの距離は25mある。浮島には室町時代に造られた城峪城（しろざこじょう）跡があることが判明した。
- 苫田大橋 奥津湖のほぼ中央に位置し、左右岸を連絡する。全長230m、ダム底からの距離は50mある。橋脚がV字型をしているのが特徴で、2004年度に「グッドデザイン賞 建築・環境デザイン部門」を受賞した。
- 久田大橋 国道179号が通る上路式のコンクリートアーチ橋。全長188m、谷底からの距離は35mある。橋の近くには奥津湖・苫田ダムや鏡野町の観光案内を行っている奥津湖総合案内所がある。

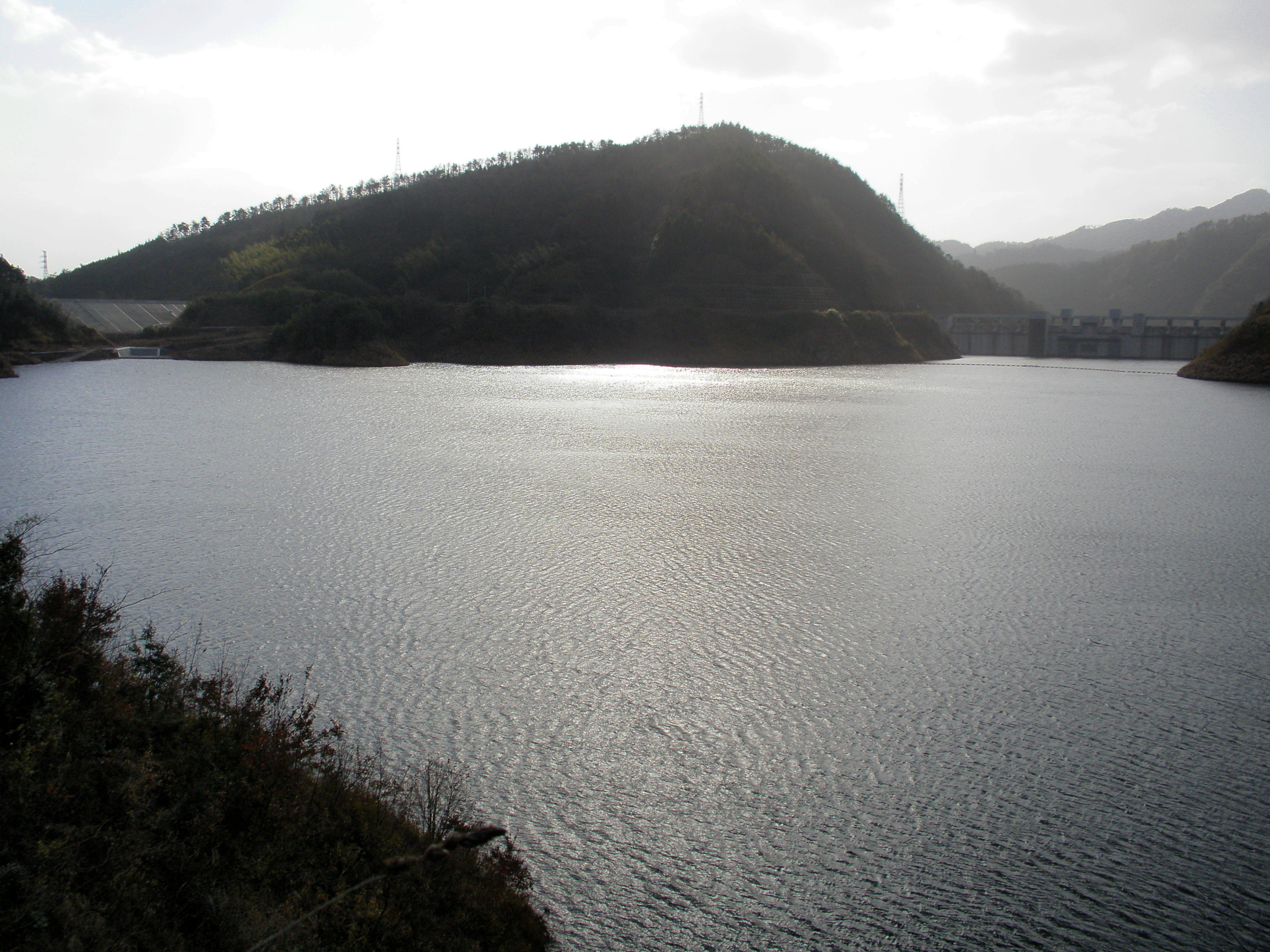
奥津湖
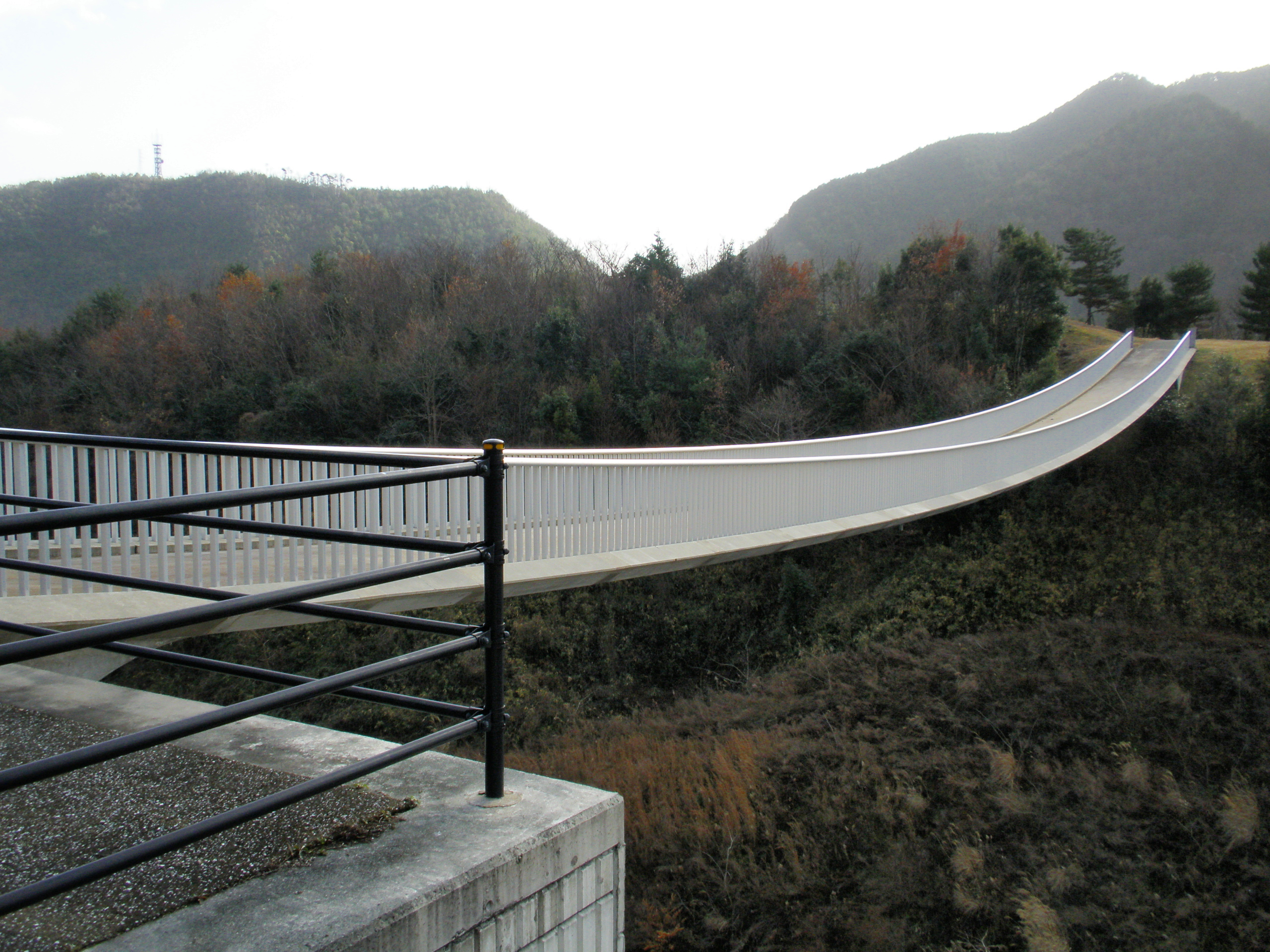
浮島橋
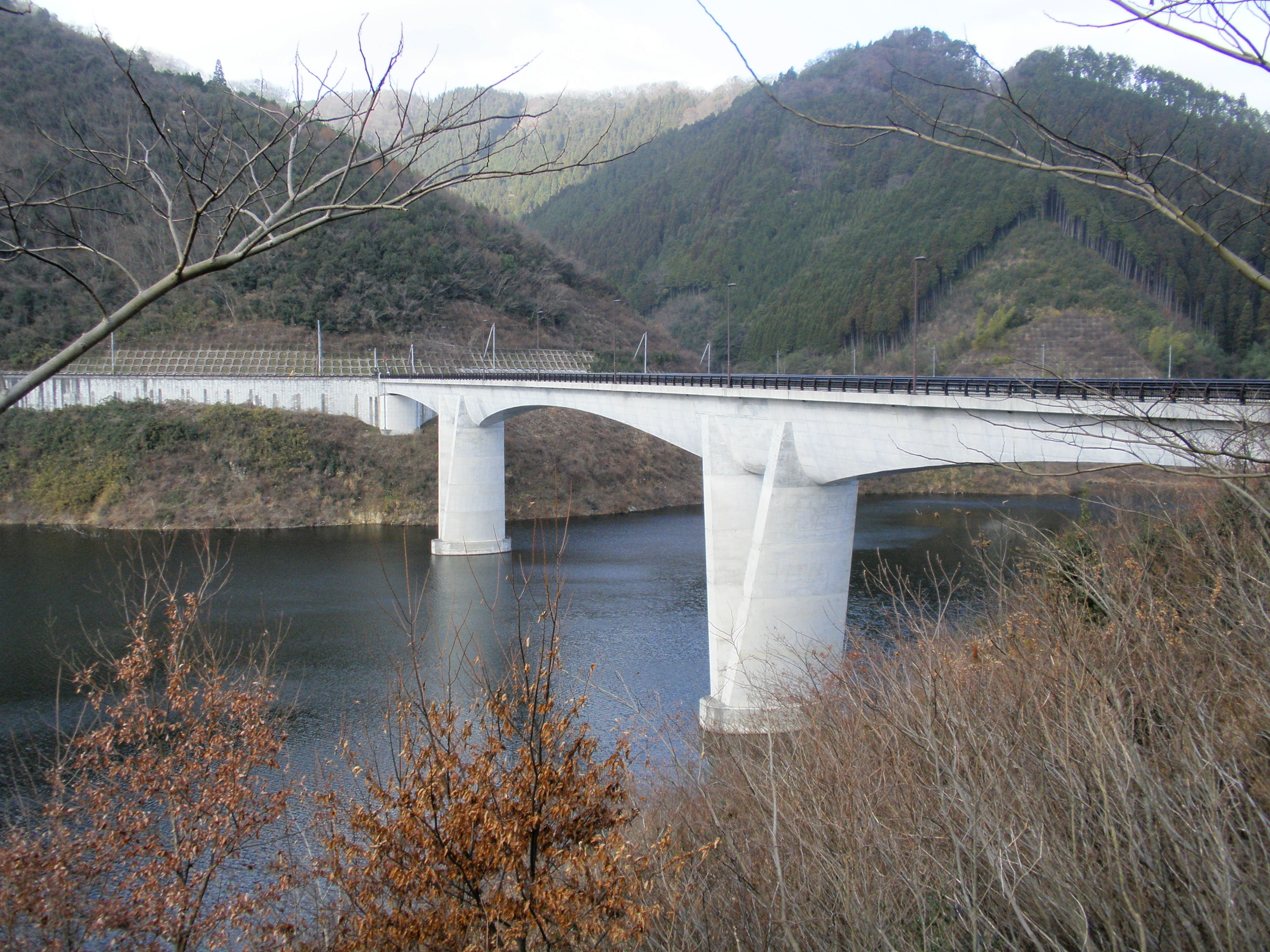
苫田大橋
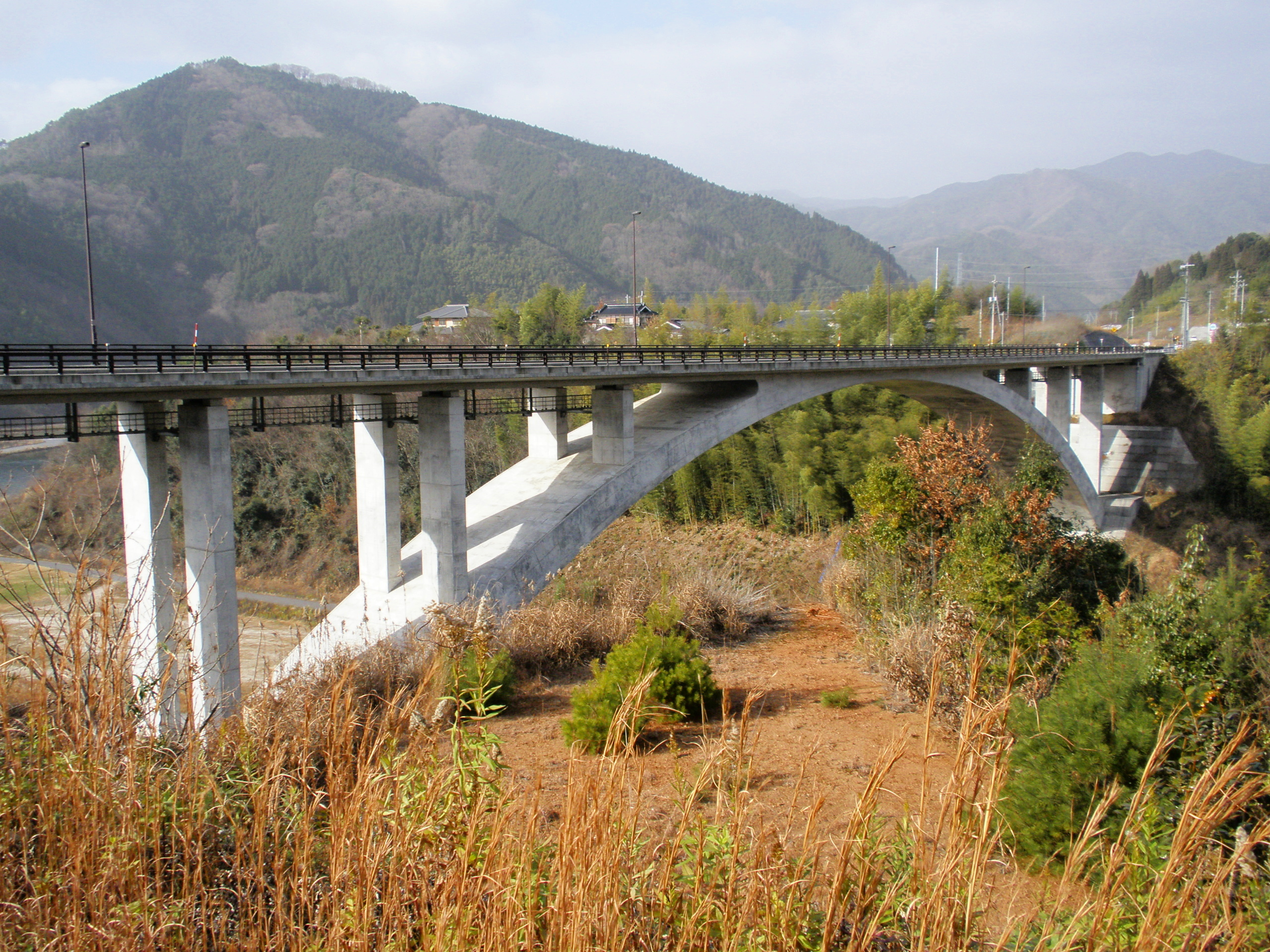
久田大橋

### 水没地区に存在した主要施設
- 奥津町役場 1997年に奥津町井坂へ移転された。現在は市町村合併により鏡野町役場奥津振興センターとなっている。
- 久田神社 2001年に国道179号久田大橋付近へ遷座した。境内には旧久田神社から移設可能な石造物が移設され、もみじ・梅等の樹木も移植されている。
- 中国電力久田発電所 上流に位置する羽出発電所を統合して奥津第二発電所として2000年3月に着工され、2002年9月3日に運転開始した。